# Pseudotolithus
Pseudotolithus és un gènere de peixos de la família dels esciènids i de l'ordre dels perciformes.

## Taxonomia
- Pseudotolithus brachygnathus (Bleeker, 1863)[3]
- Pseudotolithus elongatus (Bowdich, 1825)[4]
- Pseudotolithus epipercus (Bleeker, 1863)[3]
- Pseudotolithus moorii (Günther, 1865)[5]
- Pseudotolithus senegalensis (Valenciennes, 1833)[6]
- Pseudotolithus senegallus (Cuvier, 1830)[7]
- Pseudotolithus typus (Bleeker, 1863)[3][8][9][10][11][12][13]